# Quý Thắng
Quý Thắng (chữ Hán: 季勝) là tên 1 nhân vật sống vào cuối thời nhà Thương trong lịch sử Trung Quốc, theo Sử Ký Tư Mã Thiên - Triệu thế gia thì ông là thủy tổ của các tông chủ họ Triệu ở nước Tấn thời Xuân Thu và các quân chủ của nước Triệu thời Chiến Quốc.
Cũng theo Sử Ký thì Quý Thắng là cháu nội Trung Quyết (中潏) một vị quan thanh liêm có tiếng thời đế Ất, ông cũng là chính con thứ của Phi Liêm và đồng thời là em của Ác Lai (恶来). Cha và anh của ông đều làm quan thời Trụ vương nhưng lại chuyên xu nịnh để lấy lòng vị hôn quân này, Quý Thắng không tán thành với việc làm sai trái của cha anh vì chỉ thấy hại nước hại dân. Ông có can gián nhưng cha và anh của ông không nghe, Quý Thắng bất mãn nhìn thấy cơ nghiệp nhà Thương sắp sụp đổ liền dời chỗ ở đến khu vực Hoàng Hà định cư. Ông noi gương theo ông nội mình ăn ở cần kiệm tích cực giúp đỡ kẻ nghèo khó bần cùng, điều này khiến ông được nhân dân quanh vùng ông mới đến lập nghiệp ủng hộ và tán thưởng.
Sau khi Chu Vũ Vương đánh bại vua Trụ có đem cha và anh của Quý Thắng ra trảm thủ, Quý Thắng lặng lẽ đến pháp trường đứng từ xa nhìn theo tiễn biệt. Khi việc hành quyết đã xong ông ra nhận xác người thân đem đi chôn cất tử tế, sau đó ông nuôi cháu ruột mình là con của Ác Lai đến lúc trưởng thành rồi tổ chức xây dựng gia đình cho cháu đường hoàng. Người cháu đó có tên Nữ Phòng (女防), Nữ Phòng sinh Bàng Cao (旁皋), Bàng Cao sinh Thái Kỷ (太几), Thái Kỷ sinh Đại Lạc (大骆), Đại Lạc sinh Phi Tử. Phi Tử được xem là quân chủ đầu tiên của nước Tần thời Xuân Thu Chiến Quốc sau này, còn hậu duệ 4 đời của Quý Thắng là Tạo Phụ (造父) đến đời Chu Mục Vương do lập không ít công to được thưởng đất Triệu thành làm thực ấp mà đổi sang họ Triệu từ ấy.